# Latif-ur Rehman
Latif-ur Rehman (također i u obliku Latifur Rehman) (1. siječnja 1929. – 25. siječnja 1980.) je bivši indijski i pakistanski hokejaš na travi.
Osvojio je zlatno odličje igrajući za Indiju na hokejaškom turniru na Olimpijskim igrama 1948. u Londonu.
Kad se Pakistan odvojio od Indije, zaigrao je za tu državu od 1950., jer su se igrači iz Pandžaba i Bengala morali odlučiti za koga će igrati.
Zaigrao je za Pakistan na hokejaškom turniru na Olimpijskim igrama 1952. u Helsinkiju, osvojivši 4. mjesto. Odigrao je tri susreta.
Osvojio je srebrno odličje igrajući za Pakistan na hokejaškom turniru na Olimpijskim igrama 1956. u Melbourneu. Igrao je u dva susreta u pretkrugu.

## Vanjske poveznice
- Profil na DatabaseOlympics
- Profil na Sports-Reference.com